# Zacarias de Israel
Zacarias (em hebraico: זְכַרְיָה; romaniz.: Zəḵaryā; lit. "lembrado por Yah") foi o décimo quarto rei de Israel, sucedendo a seu pai Jeroboão II. Seu reinado durou por volta de 6 meses. Salum, o filho de Jabes, o conspirou, matou em Ibleão e usurpou o trono de Israel, assim terminando a casa de Jeú.